# Setge de Barbastre (1064)
El Setge de Barbastre, coneguda com la Croada de Barbastre fou una de les batalles de la Reconquesta.

## Antecedents
Després de la derrota a la batalla de Graus la primavera de 1063, en la qual va morir Ramir I d'Aragó, Ahmed I ben Sulaiman, al-Muktadir va deixar de pagar paries als castellans, i sense la protecció castellana, Sanç I d'Aragó i Pamplona va poder atacar Barbastre.
El papa Alexandre II va promoure el 1064 una croada per la conquesta dels territoris musulmans de la península Ibèrica, que atorgava la remissió dels pecats als combatents. L'expedició a Barbastre fou preparada a Barcelona en una reunió del legat pontifici Hug Candi i el comte Ramon Berenguer I.

## El setge
En el setge, que durà quaranta dies del 1064, hi participaren tropes aragoneses del rei Sanç I d'Aragó i Pamplona; les del comte Ermengol III d'Urgell liderades per Arnau Mir de Tost; les del bisbe Guifré de Vic; tropes papals comandades per Guillaume de Montreuil, i les normandes de Guiu Guillem, el duc d'Aquitània.
Després de prendre el raval de la ciutat, els vilatans es refugiaren rere la muralla i els cristians bloquejaren l'aqüeducte subterrani i la ciutat es rendí, però els cristians mataren o feren presoners els musulmans, i aquells que escaparen a les muntanyes foren morts per la cavalleria croada.

## Conseqüències
La defensa de la ciutat fou concedida a Ermengol III d'Urgell. Dos anys més tard, Ahmed I ben Sulaiman al-Muktadir va reconquerir la ciutat, i en aquesta nova batalla va morir Ermengol III.
Ferran I de Lleó va atacar la vall de l'Ebre, i després va assetjar la ciutat de Balansiya (València). Va derrotar l'emirat de Balànsiya a la batalla de Paterna, però finalment va haver d'aixecar el setge.